# Озёрное (Карагандинская область)
Озёрное (каз. Озерное) — село в Осакаровском районе Карагандинской области Казахстана. Административный центр Озёрного сельского округа. Находится на берегу озера Токсумак, примерно в 10 км к северо-северо-западу (NNW) от посёлка Осакаровки, административного центра района. Код КАТО — 355661100.

## История
Основано в 1935 г.

## Население
В 1999 году численность населения села составляла 1242 человек (578 мужчин и 664 женщины). По данным переписи 2009 года, в селе проживало 895 человек (430 мужчин и 465 женщин).